# Студзенець (Ходзезький повіт)
Студзенець (пол. Studzieniec, нім. Studsin) — село в Польщі, у гміні Ходзеж Ходзезького повіту Великопольського воєводства.
Населення — 184 особи (2011).
У 1975-1998 роках село належало до Пільського воєводства.

## Демографія
Демографічна структура станом на 31 березня 2011 року:
|          | Загалом | Допрацездатний вік | Працездатний вік | Постпрацездатний вік |
| -------- | ------- | ------------------ | ---------------- | -------------------- |
| Чоловіки | 92      | 33                 | 54               | 5                    |
| Жінки    | 92      | 35                 | 51               | 6                    |
| Разом    | 184     | 68                 | 105              | 11                   |